# キューティーハニー SONG COLLECTION SPECIAL
『キューティーハニー SONG COLLECTION SPECIAL』（キューティーハニー ソング･コレクション･スペシャル）は、アニメシリーズ『キューティーハニー』のベスト・アルバム全曲集。2004年4月21日にコロムビアミュージックエンタテインメントより発売された。全20曲収録。

## 概要
『キューティーハニー』の1973年版、1994年版、1997年版の3アニメシリーズの主題歌、挿入歌に全バージョンを収録している。
CDジャケットは原作者・永井豪描き下ろしのイラストである。

## 収録曲
1. キューティーハニー [2:19]
  - 作詞：クロード・Q／作曲：渡辺岳夫／編曲：小谷充／歌：前川陽子
2. 夜霧のハニー [3:05]
  - 作詞：伊藤アキラ／作曲：渡辺岳夫／編曲：小谷充／歌：前川陽子
3. キューティーハニー [2:47]
  - 作詞：クロード・Q／作曲：渡辺岳夫／編曲：les 5-4-3-2-1／歌：les 5-4-3-2-1
4. サークル・ゲーム 〜chanson d'amour〜 [3:57]
  - 作詞：井出千昌／作曲：サリー久保田／編曲：les 5-4-3-2-1／歌：les 5-4-3-2-1
5. キューティーハニー [3:08]
  - 作詞：クロード・Q／作曲：渡辺岳夫／編曲：les 5-4-3-2-1／歌：根谷美智子
6. BURNING UP! [3:42]
  - 作詞：帆苅伸子／作曲：外山和彦／編曲：外山和彦／歌：高乃麗
7. 宇宙でランデヴー 〜rendez-vous a l'univers〜（sputnik 002-mix） [4:26]
  - 作詞：サエキけんぞう／作曲：サリー久保田／編曲：細海魚／歌：les 5-4-3-2-1
8. キューティーハニー（英語バージョン） [3:01]
  - 作詞：クロード・Q／訳詞：高尾直樹／作曲：渡辺岳夫／編曲：小西貴雄／歌：Mayukiss
9. さよならの伝説 [4:57]
  - 作詞：只野菜摘／作曲：中村雅人／編曲：小西貴雄／歌：平松まゆき
10. キューティーハニー [1:58]
  - 作詞：クロード・Q／作曲：渡辺岳夫／編曲：亀山耕一郎／歌：SALIA
11. 明日のDoor 〜The Theme of KISARAGI HONEY〜 [3:24]
  - 作詞：四宮正恵／作曲：佐橋俊彦／編曲：佐橋俊彦／歌：永野愛
12. 真夜中の電話 [4:31]
  - 作詞：岸恭子／作曲：南利一／編曲：南利一／歌：岸恭子
13. TRUE LOVE [3:45]
  - 作詞：近藤由華／作曲：亀山耕一郎／編曲：亀山耕一郎／歌：麻生かほ里
14. 夜霧のハニー [3:18]
  - 作詞：クロード・Q／作曲：渡辺岳夫／編曲：亀山耕一郎／歌：SALIA
15. 星になれ [3:07]
  - 作詞：河野優美／作曲：三宅一徳／編曲：三宅一徳／歌：橋本潮
16. 始まりの瞬間 [4:36]
  - 作詞：長倉康恵／作曲：寺畑早知子／編曲：一ノ瀬響／歌：伊藤やす子
17. 聖羅〜哀しみの紋章〜 〜The Theme of MISTY HONEY〜 [4:47]
  - 作詞：石川絵理／作曲：佐橋俊彦／編曲：佐橋俊彦／歌：広谷順子
18. あなたに届けたい [5:36]
  - 作詞：近藤由華／作曲：山本健司／編曲：山下康介／歌：SALIA
19. きっとVICTORY! 〜The Theme of CUTIE HONEY〜 [3:50]
  - 作詞：近藤由華／作曲：佐橋俊彦／編曲：佐橋俊彦／歌：堀江美都子
20. キューティーハニー 〜Club Style〜 [4:18]
  - 作詞：クロード・Q／作曲：渡辺岳夫／編曲：ノダ・トシフミ／歌：AQUA